# دونكان باريت
دونكان باريت (بالإنجليزية: Duncan Barrett)‏ هو كاتب سير وكاتب بريطاني، ولد في 1983 في إيزلينغتون ‏ في المملكة المتحدة.